# Directive 2009/128/CE du Parlement européen et du Conseil du 21 octobre 2009 sur l'utilisation des pesticides
La Directive 2009/128/CE du Parlement européen et du Conseil du 21 octobre 2009 instaurant un cadre d'action communautaire pour parvenir à une utilisation des pesticides compatible avec le développement durable est une directive européenne qui régit les questions relatives aux conditions d'utilisation des produits phytopharmaceutiques destinés à l'agriculture (à l'exclusion des produits biocides utilisés, hors agriculture, dans les domaines de l'hygiène et de la santé humaine).

## Objectif
Le but principal de cette directive est de limiter l'utilisation des produits phytopharmaceutiques (dits aussi produits phytosanitaires) au sein de l'Union européenne et d'inciter les agriculteurs à s'orienter vers la protection intégrée des cultures. 
Cette directive impose notamment à chaque État-membre un cadre général d'action comprenant l'élaboration d'un plan d'action national, un dispositif de formation des utilisateurs professionnels et le contrôle du matériel d'épandage. Dans le but de mieux protéger l'environnement, elle prévoit l'interdiction de la pulvérisation aérienne, la protection du milieu aquatique et de l'eau potable, ainsi que la protection des zones sensibles, notamment les sites Natura 2000 protégés en vertu des directives 79/409/CEE et 92/43/CEE. 
Elle instaure également un suivi statistique particulier de l'utilisation des produits phytosanitaires contenant des substances actives particulièrement préoccupantes.

## Compléments